# Grong Grong (Pante Bidari)
Grong Grong is een bestuurslaag in het regentschap Aceh Timur van de provincie Atjeh, Indonesië. Grong Grong telt 643 inwoners (volkstelling 2010).